# Спячка
Спя́чка (зимняя — гибернация, летняя — эстивация) — период замедления жизненных процессов и метаболизма у гомойотермных животных в периоды малодоступности пищи, когда невозможно сохранять активность и высокий уровень метаболизма. Характеризуется снижением температуры тела, замедлением дыхания и сердцебиения, торможением нервной деятельности (т. н. «глубокий сон») и других физиологических процессов.

## Основные сведения
Обычно перед спячкой животные усиленно питаются и накапливают большие запасы питательных веществ в виде жира (в случае сезонной спячки до 30-40 % массы тела) и укрываются в убежищах с подходящим микроклиматом (берлога, гнездо, нора, дупло и т. п.).
В зависимости от регулярности различают следующие виды спячки:
- суточная спячка у колибри и летучих мышей;
- сезонная спячка — зимняя (гибернация) у насекомоядных и грызунов либо летняя (эстивация) у пустынных животных;
- нерегулярная — при внезапном наступлении неблагоприятных условий (енотовидные собаки, белки).

Некоторые крупные млекопитающие (медведи, барсуки, еноты) впадают в зимний сон — разновидность гибернации с меньшим снижением уровней физиологических процессов и метаболизма. У бурого медведя при зимнем сне температура тела снижается мало (с 37 ° до приблизительно 31 °C), и легко и быстро повышается при пробуждении.
Некоторые виды проводят в спячке часть беременности, и в этом случае роды происходят сразу после выхода из спячки.
В течение зимней спячки кроме периодов действительной спячки, бывают и периоды повышения температуры тела до обычного уровня.
Среди млекопитающих в спячку впадают грызуны, один вид лемуров, европейский ёж и другие насекомоядные, сумчатые. Плиний Старший считал, что ласточки также способны к спячке, но это ошибочно — птицы, за исключением американских белогорлых козодоев, в спячку обычно не впадают. В состояние, сходное со спячкой (резко пониженная температура тела и оцепенение), в отсутствие родителей впадают птенцы колибри и стрижей.
Долго считалось, что приматы в спячку не впадают. Но в 2004 году были опубликованы доказательства того, что малый карликовый лемур с Мадагаскара проводит в спячке в дуплах деревьев семь месяцев в году. Это особенно интересно в свете того, что зимняя температура на Мадагаскаре может превышать 30 °C. По-видимому, спячка этого лемура вызвана необходимостью пережидания высоких температур.

## Физиология спячки
Спячка может продолжаться от нескольких дней до нескольких месяцев в зависимости от вида, внешней температуры и других условий среды. В ходе спячки бывают периоды, когда температура тела восстанавливается до обычных значений. В течение спячки организм животного питается благодаря запасам питательных веществ (жира и др.), накопленных в ходе нажировки, предшествующей спячке.
Животное, которое традиционно считают способным ко впадению в спячку, — это медведь. Но степень замедления метаболических процессов у медведя зимой намного меньше, чем у грызунов, насекомоядных и других животных, — поэтому обычно биологи считают, что это нельзя называть спячкой в настоящем биологическом смысле. Также у медведя при спячке температура тела снижается не очень сильно (от 37 ° до примерно 31 °C), и легко и быстро восстанавливается; в то время как у земляных белок (род Xerus) температура тела в спячке может снижаться до −2 °C . Процесс, похожий на спячку, известен у нескольких видов рептилий, но пока неизвестно, является ли он настоящей спячкой.
Несколько десятков лет считалось, что гигантская акула в зимний период, опускаясь до придонных горизонтов северных районов океана, впадает в спячку. Но исследования, проведенные в 2003 году Дэвидом Симсом, это опровергли, показав, что акулы в это время активно передвигаются в поисках мест с наибольшим количеством планктона.
В 2024 году ученые из Дании открыли, что сохранять тепло в период зимнего сна млекопитающим помогает белок миозин.

## Классификация
По степени глубины спячки различают:
- Сезонная или факультативная спячка. Характеризуется тем, что температура тела животного, частота дыхательных движений и общий уровень метаболизма (обмена веществ) снижаются мало. При беспокойстве сон легко может быть прерван. Характерна для медведей, енотов, енотовидных собак, барсуков.

- Настоящая непрерывная сезонная спячка. Характеризуется потерей способности к терморегуляции (гетеротермия), резким снижением частоты дыхательных движений и сердечных сокращений, снижением активности обмена веществ.

## Летняя спячка
Летняя спячка или эстивация, также называемая летней диапаузой, свойственна организмам низких широт и обеспечивает их выживание в засушливый период года.
Часто она может наблюдаться у грызунов, лишённых в летний период полноценного и богатого водой корма. Например песчаный суслик в Средней Азии впадает в летнюю спячку в июне — июле. У сусликов летняя спячка обычно без перерыва переходит в зимнюю.
Летняя спячка наблюдается также у некоторых обитателей тропической зоны. У африканского ежа Atelerix albiventris она длится до трёх месяцев, а у мадагаскарских насекомоядных — тенреков — до четырёх месяцев.

## Список животных, впадающих в спячку
- Грызуны
- Малый карликовый лемур
- Медведь
- Ёж обыкновенный
- Американский белогорлый козодой
- Австралийская ехидна
- Австралийский опоссум-пигмей
- Енот-полоскун
- Чилийский опоссум
- Летучая мышь
- Хомяк
- Соня
- Сурок
- Бурундук
- Суслик
- Барсук
- Лягушки
- Черепахи
- Колибри